# Rhipidoglossum bilobatum
Rhipidoglossum bilobatum é uma espécie de orquídea, família Orchidaceae, que existe no Burundi, Gabão, Ruanda, Zaire e Uganda. Trata-se de planta epífita, monopodial  com caule que mede pelo menos vinte centímetros de comprimento e tem folhas alternadas ao longo de todo o caule; cujas pequenas flores tem um igualmente pequeno nectário sob o labelo.

## Publicação e sinônimos
- Rhipidoglossum bilobatum (Summerh.) Szlach. & Olszewski, in Fl. Cameroun 36: 862 (2001).

Sinônimos homotípicos:
- Sarcorhynchus bilobatus Summerh., Bot. Mus. Leafl. 12: 111 (1945).
- Diaphananthe bilobata (Summerh.) F.N.Rasm., Norweg. J. Bot. 21: 229 (1974).